# Lions de Bordeaux
I Lions de Bordeaux sono una squadra di football americano di Bordeaux, in Francia; la squadra femminile partecipa al Challenge Féminin.

## Dettaglio stagioni

### Amichevoli
| Stagione | Vin | Par | Per | Tot | PF | PS | avversaria              |
| -------- | --- | --- | --- | --- | -- | -- | ----------------------- |
| 2023     | 1   | 0   | 0   | 1   | 48 | 22 | Sealand Seahawks Womens |
| Totale   | 1   | 0   | 0   | 1   | 48 | 22 |                         |

Fonte: Sealand Seahawks

### Tornei nazionali

#### Campionato

##### Challenge Féminin
| Stagione | regular season | regular season | regular season | regular season | regular season | regular season | playoff | playoff | playoff | playoff | playoff | playoff     | playoff             |
|          | Vin            | Par            | Per            | Tot            | PF             | PS             | Vin     | Per     | Tot     | PF      | PS      | risultato   | avversaria          |
| -------- | -------------- | -------------- | -------------- | -------------- | -------------- | -------------- | ------- | ------- | ------- | ------- | ------- | ----------- | ------------------- |
| 2016     | 3              | 0              | 1              | 4              | 114            | 20             | -       | -       | -       | -       | -       | -           | -                   |
| 2017     | 6              | 0              | 0              | 6              | 216            | 78             | 0       | 1       | 1       | 14      | 34      | Finale      | Molosses d'Asnières |
| 2018     | 3              | 0              | 0              | 3              | 78             | 12             | 0       | 1       | 1       | 0       | 44      | Finale      | Molosses d'Asnières |
| 2019     | 2              | 0              | 0              | 2              | 32             | 16             | -       | -       | -       | -       | -       | Campionesse | -                   |
| Totale   | 14             | 0              | 1              | 15             | 440            | 126            | 0       | 2       | 2       | 14      | 78      |             |                     |

Fonti: Enciclopedia del Football - A cura di Roberto Mezzetti

## Palmarès
- 1 Campionato regionale Sud-Ovest (2010)
- 1 Campionato regionale Nuova Aquitania junior (2017)